# 奥特拉德诺耶区
奥特拉德诺耶区（俄語：район Отрадное）是莫斯科东北行政区的一区，面积10.16平方公里，人口187,737人。愉悦站、弗拉德基诺站、杰古尼诺站和环形线站位于本区内。